# Krylowka (Kaliningrad)
Krylowka (russisch Крыловка, deutsch Wischrodt) ist ein Ort in der russischen Oblast Kaliningrad. Er gehört zum Stadtkreis Baltijsk.

## Geographische Lage
Krylowka liegt im südwestlichen Samland, 29 Kilometer nordwestlich von Kaliningrad (Königsberg) und drei Kilometer östlich von Primorsk (Fischhausen). Durch den Ort verläuft die Regionalstraße 24A-016 (ex A193). Die nächste Bahnstation ist der Haltepunkt „O.p. 29 km“ (bis 1945 Kaspershöfen) an der Bahnstrecke Kaliningrad–Baltijsk (Königsberg–Pillau).

## Geschichte
Das bis 1946 Wischrodt genannte Dorf mit ein paar wenigen Höfen und einer königlichen Wassermühle wurde 1297 gegründet.
Mit den Vorwerken Karlshof (heute russisch: Tscherjomuchino) und Bruch (nicht mehr existent) war Wischrodt in die Landgemeinde Geidau (heute russisch: Prosorowo) eingegliedert und war mit der Muttergemeinde von 1874 bis 1945 Teil des Amtsbezirks Kallen (Zwetnoje) im Landkreis Fischhausen (1939 bis 1945 Landkreis Samland) im Regierungsbezirk Königsberg der preußischen Provinz Ostpreußen.
In Folge des Krieges wurde Wischrodt 1945 mit dem nördlichen Ostpreußen der Sowjetunion zugeordnet. Der Ort erhielt 1947 die russische Bezeichnung „Krylowka“ und wurde gleichzeitig dem Dorfsowjet Logwinski selski Sowet im Rajon Primorsk zugeordnet. Im Jahr 1950 gelangte der Ort in den Zwetnowski selski sowet und 1959 dann in den Powarowski selski Sowet. Vermutlich 1994 wurde Krylowka dem Stadtkreis Baltijsk zugeordnet. Von 2008 bis 2018 gehörte der Ort zur Landgemeinde Selskoje posselenije Diwnoje im Rajon Baltijsk und seither wieder zum Stadtkreis Baltijsk.

## Kirche
Wischrodts Bevölkerung war vor 1945 größtenteils evangelischer Konfession. Das Dorf gehörte zum Kirchspiel der Pfarrgemeinde in Fischhausen (heute russisch: Primorsk) im Kirchenkreis Fischhausen innerhalb der Kirchenprovinz Ostpreußen der Kirche der Altpreußischen Union. Heute liegt Krylowka im Einzugsbereich der in den 1990er Jahren neu entstandenen evangelisch-lutherischen Gemeinde in Swetly (Zimmerbude), einer Filialgemeinde der Auferstehungskirche in Kaliningrad (Königsberg) in der Propstei Kaliningrad der Evangelisch-lutherischen Kirche Europäisches Russland.